# Mi madre es culpable
Mi madre es culpable, también conocida internacionalmente como My Mother Is Guilty, es una película mexicana, estrenada en el año 1960. Fue producida por Cinematográfica Filmex S.A. de C.V.

## Biografía
La película generó controversia en aquella época, al tratar el tema de la eutanasia, la crítica y condena por distintos grupos sociales. Es considerada una de las mejores películas del cine mexicano.

## Sinopsis
El hijo de una médica adquiere cáncer en la mandíbula, poco tiempo después los dolores se vuelven insoportables. Es entonces cuando la Doctora Moreno decide administrarle morfina. Sin embargo, con el paso del tiempo esta deja de aliviar su dolor, por lo que le es administrada una sobredosis para que muera.